# Fidel Ambríz
Fidel Daniel Ambríz González (León, 21 maart 2003) is een Mexicaanse voetballer die doorgaans als middenvelder speelt. Hij stroomde in 2017 door vanuit de jeugd van Club León

## Carrière
Ambríz werd in 2015 opgenomen in de jeugdopleiding van Club León. Hiervoor debuteerde hij op 10 november 2019 in het eerste elftal. Dat speelde die dag een wedstrijd in de Liga MX, thuis tegen Deportivo Toluca. Ambríz viel in de 85e minuut in voor Ismael Sosa. De eindstand (4–0) stond toen al op het bord. Nadat Ambríz in 2020 en 2021 regelmatig in mocht vallen bij het eerste team, groeide hij vanaf april 2022 uit tot basisspeler bij Club León. Zijn ploeggenoten en hij wonnen in 2023 de Concacaf Champions Cup.

## Clubstatistieken
| Seizoen     | Club        | Competitie  | Competitie | Competitie | Beker | Beker | Internationaal | Internationaal | Totaal | Totaal |
| Seizoen     | Club        | Competitie  | Wed.       | Dlp.       | Wed.  | Dlp.  | Wed.           | Dlp.           | Wed.   | Dlp.   |
| ----------- | ----------- | ----------- | ---------- | ---------- | ----- | ----- | -------------- | -------------- | ------ | ------ |
| 2019/20     | Club León   | Liga MX     | 2          | 0          | 0     | 0     | 0              | 0              | 2      | 0      |
| 2020/21     | Club León   | Liga MX     | 4          | 1          | 0     | 0     | 1              | 0              | 5      | 1      |
| 2021/22     | Club León   | Liga MX     | 25         | 0          | 0     | 0     | 4              | 1              | 29     | 1      |
| 2022/23     | Club León   | Liga MX     | 34         | 3          | 0     | 0     | 7              | 1              | 41     | 4      |
| Club totaal | Club totaal | Club totaal | 65         | 4          | 0     | 0     | 12             | 2              | 77     | 6      |

Bijgewerkt t/m 31 augustus 2019

## Interlandcarrière
Ambríz maakte deel uit van verschillende Mexicaanse nationale jeugdselecties.

## Erelijst
| Concacaf Champions Cup | 1x | 2023 |
| Leagues Cup            | 1x | 2021 |

1 Pozos ·
2 Velázquez ·
3 Torres ·
4 Mosquera ·
5 Navarro ·
6 Tesillo ·
7 López ·
9 González · 
10 Montes ·
11 Moreno ·
12 J. Rodríguez ·
13 Mejía ·
15 Durán ·
16 Meneses ·
17 Boselli  · 
18 Aquino ·
19 Díaz ·
20 Mascorro ·
21 Cerato ·
22 Herrera ·
23 Cornejo ·
24 O. Rodríguez ·
25 Yarbrough ·
27 Calero ·
30 Cota ·
31 C. González ·
35 I. González ·
Coach: Ambríz